# أناييز نين
أناييز نين (بالفرنسية: Anaïs Nin) (النطق الإسباني: [anaˈiz ˈnin] ; ولدت في 21 فبراير سنة 1903 وتوفيت في 14 يناير سنة 1977 عن ما يناهز 73 سنة، مؤلفة أمريكية من أصل إسباني-كوبي وفرنسي بحيث تربت هناك. وقد قضت بعضًا من عمرها في إسبانيا وكوبا ولكنها عاشت معظم حياتها في الولايات المتحدة حيث أصبحت هناك مؤلفة معترف بها. ولقد ألفت يوميات استمرت لأكثر من ستين عامًا، بدءً من أن كان عمرها أحد عشر عامًا، وانتهاءً بمرحلة ما قبل مماتها بفترة وجيزة. وقد نشرت أيضا روايات ودراسات نقدية ومقالات وقصص قصيرة وأدب إباحي. وأيضا نُشر الكثير من أعمالها بعد مماتها ومن ضمنها: مثلث الزهرة وطيور صغيرة.

## حياتها المبكرة
لقد ولدت أناييز نين في مدينة نويي سور سين الواقعة في فرنسا لوالدين موهوبين. يدعى والدها بجاكوين نين. كان يعمل كعازف بيانو وملحن عندما التقى بوالدتها روزا كلميل، التي تدربت كمغنية محترفة في كوبا وهي من أصل فرنسي ودنماركي. لقد فر جد والدها من فرنسا أثناء الثورة متجها في البداية إلى ساينت-دومينيج ومن ثم إلى نيوأورلينز وأخيرًا إلى كوبا حيث ساهم في بناء أول سكة حديدية لكوبا.
لقد تربت نين كرومانية كاثولكية وأمضت طفولتها وحياتها المبكرة في أوروبا. وبعد انفصال والديها، رحلت والدتها مصطحبة أناييز وإخوتها، ثورفالد نين و جاكوين نين كلميل إلى برشلونة ومن ثم إلى مدينة نيويورك. وفقا لمذكراتها، الكتاب الأول، 1931-1934, نين تركت التعليم الرسمي عندما كانت في السادسة عشر من العمر ومن ثم بدأت لاحقا بالعمل كعارضة أزياء لأحد الفنانين. لقد نست نين كيفية التحدث باللغة الإسبانية بعد مرور سنين على وجودها في الولايات المتحدة ولكنها احتفظت بلغتها الفرنسية وأصبحت تتحدث الإنجليزية بطلاقة.
في 3مارس سنة 1923، في مدينة هافانا، كوبا، نين تزوجت بقرينها الأول، هيو باركر جلير (1898-1985)، وهو مصرفي وفنان، وقد عرف لاحقا باسم «ايان هيوغو» عندما أصبح مخرج أفلام تجريبية في أواخر الأربعينات. انتقل الزوجان إلى باريس في العام التالي، حيث واصل جلير مهنته المصرفية وبدأت نين بممارسة الكتابة؛ وقد ذكرت في مفكراتها أيضا بأنها تدربت كراقصة فلامنكو في باريس من منتصف العشرينات وحتى أواخرها. أول عمل منشور لها كان تقييم نقدي لديفيد هربرت لورانس واسمه ديفيد هربرت لورانس: بحث غير محترف ، والذي قامت بكتابته في غضون ستة عشر يوما.
لقد تغيرت نين من قبل علاجها النفسي مع أوتو رانك، والذي انفصل عن سيغموند فرويد جراء عجز فرويد على تقدير قوة جنسانية النساء، قيمة الفن، ومعنى علاقة الأم بطفلها. أثناء زيارتها الثانية لرانك، نين عبرت عن رغبتها بأن «تولد مجددا»، بشكل حساس، كامرأة وكفنانة. لقد لاحظت نين بأن رانك ساعدها مليا فيما تستطيع التعبير عنه في مفكراتها وبما ظل غير مكتوب. لقد اكتشفت نين نوعية عمق أحاسيسها من خلال الانتقال الصامت بين ما تستطيع قوله وما لا تستطيع قوله. «كنت أفكر وهو يتكلم بالصعوبات التي واجهتها أثناء الكتابة، أفكر بصراعي في التعبير عن أحاسيس ليس من السهل التعبير عنها. وعن صراعي لإيجاد لغة تعبر عن الحدس، الأحاسيس والغرائز والتي هي بحد ذاتها، مراوغة، غير ملحوظة، وصامتة».
غادرت نين باريس في أواخر صيف 1939، عندما تم حث المقيمين الأجانب بأن يغادروا فرنسا بسبب الحرب المقبلة. عادت نين إلى مدينة نيويورك مع جلير (والذي وفقا لرغباته، لم يتم ذكره في مفكراتها المنشورة ولذلك فدوره في حياتها مبهم). أثناء الحرب، قامت نين بإرسال كتبها لفرانسيس ستيلوف وهو صاحب مكتبة جوثام في نيويورك من أجل حمايتها.

## حياتها الشخصية
وفقا لمذكراتها، المجلد الأول، 1931-1934، عاشت نين حياة بوهيمية مع هنري ميلر أثناء إقامتها في باريس. لم يتم ذكر زوجها جلير في الطبعة المنشورة أثناء الثلاثينات من مذكراتها (المجلد.1-2) مع أن مقدمة المجلد الأول توضح بأنها متزوجة، والمقدمة تلمح إلى أن زوجها رفض بأن يتم ذكره في المفكرات المنشورة. لقد مثلت نين دور عشتروت في فيلم من إخراج كينيث أنجر بعنوان افتتاح قبة المتعة (1954) ; ومثلت أيضا في فيلم من إخراج مايا ديرين بعنوان طقوس في وقت مختلف (1946)؛ ومثلت أيضا في فيلم أجراس أطلنتس (1952)، من إخراج جلير تحت اسم «ايان هيوغو» مع الموسيقى الالكترونية من قبل لويس و بيبي بارون. المفكرات التي قام بتحريرها زوجها الثاني، بعد مماتها، تحكي بأن اقترانها بهنري ميلر كان عاطفي وحسي للغاية، وأنها تعتقد بأن الجنين الذي أجهضته عام 1934 كان طفله.
في سنة 1947 ، عندما بلغت نين من العمر أربعة وأربعون عاما، قابلت الممثل السابق رووبرت بول في إحدى مصاعد مانهاتن أثناء طريقها إلى حفلة. بدأ الاثنان بالمواعدة وقاموا بالسفر إلى كاليفورنيا معا؛ بول كان أصغر منها بستة عشر عاما. في مارس 17سنة 1955، قامت نين بالزواج من بول في كوارتزسايت، أريزونا، لقد عادت نين مع بول ليعيشوا في كاليفورنيا. ظل جلير في نيويورك غافلا عن زواج نين الثاني إلى أن توفت في عام 1977 ، مع أن كاتبة السير الذاتية ديردري بير تزعم بأن جلير كان يعلم بما يحدث أثناء إقامة نين في كاليفورنيا، ولكنه تظاهر «بعدم المعرفة».
نين شبهت زيجاتها المتزامنة «بالقفز البهلواني». وفقا لديردري بير:
أناييز كانت تختلق أكاذيب مفصلة في لوس أنجلوس وفي نيويورك، ولكن تلك الأكاذيب تفاقمت للغاية مما جعلها تضطر إلى اختراع شيء أسمته بصندوق: الأكاذيب. لقد كانت تمتلك حقيبة ضخمة للغاية وفي تلك الحقيبة توجد لديها مجموعتين من دفتر الشيكات. الدفتر الأول بعنوان أناييز جلير لنيويورك: والآخر بعنوان أناييز بول للوس أنجلوس. لقد كانت لديها وصفات طبية من أطباء كاليفورنيا ونيويورك باسمين مختلفين. ولقد كان لديها مجموعة من ملف: البطاقات. ولقد قالت أيضا:«أنا أخبر الكثير من الأكاذيب لدرجة أني أدونهم وأحتفظ بهم في صندوق الأكاذيب حتى لا أنساهم».
في عام 1966، أبطلت نين زواجها من بول، جراء مشاكل قانونية ناجمة عن كونها عالة على كل من جلير وبول في الإقرارات الضريبية الاتحادية التابعة لهم. مع أنه تم إبطال الزواج، إلا أن نين وبول واصلوا المعيشة معا وكأنهم زوجان، وحتى مماتها في سنة 1977.
بعد ممات جلير في سنة 1985، تم تكليف بول بالنسخ الغير مهذبة من مفكراتها. توفي بول في يوليو عام 2006.
كانت نين غالبا ما تذكر جونا بارنز وديفيد هربرت لورانس كأكبر ملهمين لها. لقد صرحت في المجلد الأول من مذكراتها بأنها استوحت إلهام الكتابة من مارسيل بروست، أندريه جيد، جان كوكتو، بول فاليري وآرثر رامبو.
لقد كانت نين تعمل قديما في مكتبة لورانس ر. ماكسويل والواقعة في شارع كريستوفر 45 في مدينة نيويورك.

## مهنتها الأدبية

### المفكرات
أناييز نين غالبا ما تذكر ككاتبة مفكرات يومية. مفكراتها، والتي استمرت عدة عقود، تعطينا نظرة عميقة لحياتها الشخصية وعلاقاتها. نين كانت تعرف الكثير من المؤلفين، الفنانين، المحللين النفسيين وشخصيات بارزة أخرى، بشكل حميمي غالبا، وكتبت عنهم أحيانا كثيرة، وخاصة أوتو رانك. والأهم من ذلك، وصف نين كامرأة مؤلفة لمجموعة من المشاهير أغلبها رجال. مفكرات نين اكتسبت أهمية كوجهة نظر موازنة.
الأعمال السابقة الغير منشورة بدأت بالظهور في مفكراتها الأدبية، مقهى في الفضاء. والتي تتضمن «أناييز نين وجاكوين نين واي كاستيلانوس: مقدمة لسمفونية - رسائل بين والد وابنته.»
تم نشر خمسة عشر مجلدا من مفكراتها حتى الآن.

### الأدب الإباحي
نين تشاد من قبل الكثير من النقاد لكونها من أفضل كتاب الأدب الإباحي. لقد كانت من أول النساء اللاتي تعمقن في كتابة الأدب الإباحي، ولقد كانت بالتأكيد أول امراة بارزة في الغرب المعاصر والتي عرفت بكتابة الأدب الإباحي. قبل ظهور نين، كانت كاتبات الأدب الإباحي نادرات، مع استثناء بعض الكتاب مثل كيت شوبان.

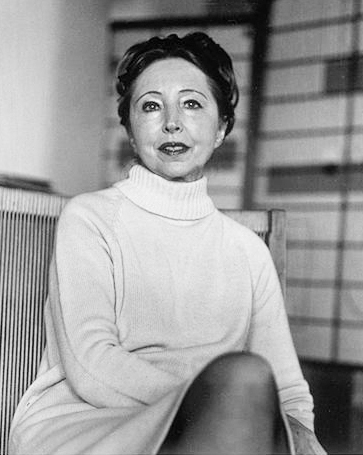
صورة لأناييز نين في السبعينات من قبل السا دورفمان

## أواخر حياتها وإرثها
تفجر حركة تحرير المرأة في الستينات أثر على كتابات نين في السنوات الأخيرة، مما جعلها محاضرة ذو شعبية لدى جامعات عدة؛ مع أن نين فصلت نفسها عن الجزء السياسي للحركة.
في عام 1973 استلمت أناييز نين دكتوراه تكريمية من جامعة فيلادلفيا للفنون. وفي عام 1974 تم انتخابها من قبل الأكاديمية الأمريكية للفنون والآداب.توفت نين في لوس أنجلوس، كاليفورنيا في 14 يناير سنة 1977 بعد صراعها مع السرطان والذي دام ثلاث سنوات. لقد تم حرق جثتها، ونثروا رمادها في خليج سانتا مونيكا في مرمايد كوف. توفي زوجها الأول، هيو جلير، في عام 1985، وتم نثر رماده في الخليج ذاته. تم تسمية رووبرت بول بالمنفذ الأدبي لنين، وقد نسق نشر الطبعات الجديدة الكاملة لكتب ومفكرات نين من سنة 1985 وحتى مماته في عام 2006.
لقد أخرج فيليب كوفمان فيلمه في سنة 1990 بعنوان هنري و جون والمقتبس من رواية نين هنري وجون: من مفكرة نين الغير معدلة. لقد تم تمثيل دورها في الفيلم من قبل ماريا دي مديروس.

## من أعمالها
- مضيعة الخلود: و «قصص أخرى مبكرة»(كتبت قبل عام 1932، ونشرت بعد وفاتها).
- ديفيد هربرت لورانس: بحث غير محترف(1932)
- منزل سفاح الأقارب(1936)
  - بيت المحرمات، ترجمة: حنان شرايخة، أزمنة للنشر والتوزيع،عمَّان، 2013
- شتاء الحيلة(1939)
- تحت جرس زجاجيّ(1944)
  - تحت الجرس الزجاجي، ترجمة: محمود منقذ الهاشمي، أزمنة للنشر والتوزيع،عمَّان، 2014
- داخل المدن(1959)، في خمسة كتب:

- سلالم النار
- أطفال القطرس
- قلب ذو أربعة غرف
- جاسوس في بيت الحبّ
- اغراءالمينوتور، نشر في الأصل باسم الشمس الباروكية (1958).

- دلتا فينوس(1977)
- طيور صغيرة(1979)
- كولاج(1964)
  - ترجمة: صلاح صلاح، دار ورد للنشر والتوزيع، 2007
- اليوميات المبكّرة لأناييز نين(1931-1947)، في أربعة كتب
- يوميات أناييز نين، في سبعة كتب، التي قامت بتحريرها بنفسها
  - اليوميات - مختارات، ترجمة: لطفية الدُليمي، دار المدى، 2013
- رواية المستقبل
  - ترجمة: محمود منقذ الهاشمي
- تأييدا للرجل الحساس(1976)
- عاطفة غير أمية: رسائل أناييز نين وهنري ميلّر (1987)
- هنري وجون: من مفكرات الحبّ (1986)، التي قام بتحرّيرها رووبرت بول بعد ممات نين
- سفاح الأقارب: من مفكرات الحب (1992)
- نار: من مفكرات الحبّ(1995)
- أقرب إلى القمر: من مفكرات الحب(1996)
- مثير الشهوة: رسوم اباحية لجون بويس من أعمال أناييز نين
- البقع البيضاء مجموعة من الأدب الإباحي الذي لم تساهم فيه نين وفقا لكتاب السير الذاتية، ولكنها قد تحتوي على أعمال كتاب آخرين يعملون لدى جامع الكتب نفسه.

## روابط خارجية
- أناييز نين على موقع IMDb (الإنجليزية)
- أناييز نين على موقع الموسوعة البريطانية (الإنجليزية)
- أناييز نين على موقع مونزينجر (الألمانية)
- أناييز نين على موقع ألو سيني (الفرنسية)
- أناييز نين على موقع ميوزك برينز (الإنجليزية)
- أناييز نين على موقع أول موفي (الإنجليزية)
- أناييز نين على موقع قاعدة بيانات الأفلام السويدية (السويدية)
- أناييز نين على موقع إن إن دي بي (الإنجليزية)
- أناييز نين على موقع ديسكوغز (الإنجليزية)
- أناييز نين على موقع قاعدة بيانات الفيلم (الإنجليزية)

- اقتباسات لأناييز نين في WikiQuote
- مدونة أناييز نين الرسمية
- صحافة سكاي بلو تحفظ وتروّج أعمالها الأدبيّة
- Anaïs Nin.com
- أناييس في باريس مراجع أناييز نين العلمية، أخبار والوسائط المتعدّدة - منذ 1995(مدير الموقع الجديد أكتوبر 2011)
- أناييز نين موسوعة بريتانّيكا،
- "Nin,%20Anaïs,%201903-1977"%20OR%20creator:"Nin,%20Anaïs,%201903-1977")أعمال أناييز نين في أرشيف الإنترنت (الكتب الأصلية المصورة)
- أناييس نين في قاعدة بيانات الأفلام على الإنترنت
- أعمال أناييس نين في المكتبات (الفهرس العالمي)
- أناييز نين جادّة اثنان وثمانون
- ايان هيوغو (زوج نين)
- فوكس، مارغليت. (30 يوليو 2006). «وفاة رووبرت بول، البالغ من العمر 87, وهو الزوج الثاني لأناييز نين», صحيفة نيويورك تايمز
- رسائل أناييز نين، 1932-1946 في جنوب جامعة إيلينوي كاربوندال، مركز البحوث الخاصة
- نص فيديو لأناييز نين